# Forêt mixte du Sud-Est chinois
Cette forêt mixte est installée sur les collines du Sud de la Chine, dans le Sud de la Corée et dans le Sud du Japon. Elle fait partie du groupe de forêts tempérées d'arbres à feuilles caduques
En Chine du Sud elle bénéficie d'un climat favorable avec une saison végétative comprise entre 230 et 275 jours annuels. Le total des pluies est important avec 1500 mm, l'hiver y est moins arrosé (moins de 60 mm pour le mois le plus sec). Les températures les plus basses sont comprises entre 2° et 5°.(station de Nankin).
Avec plus de 60 genres d'arbres cette végétation mélange des plantes tempérées et des plantes tropicales. Les espèces tempérées sont formées de 50 espèces de Chêne, 50 d'Érable, 32 de Sorbier, par contre les Palmiers et 15 espèces de Magnolia apportent la note tropicale. Les conifères tempérés sont représentés par les genres Pinus, Taxus, Tsuga. Fait exceptionnel on y rencontre des espèces endémiques et même reliques comme le Ginkyo biloba et le Metasequoia.

## VOIR
- Elhai (Henri), Biogéographie, Collection U, Armand Colin, 1968, Paris.